# Estland vid världsmästerskapen i friidrott 2023
Estland tävlade vid världsmästerskapen i friidrott 2023 i Budapest i Ungern mellan den 19 och 27 augusti 2023.

## Resultat
Estlands trupp bestod av sju idrottare.

### Herrar
Gång- och löpgrenar
| Idrottare     | Gren           | Försöksheat | Försöksheat | Semifinal | Semifinal | Final    | Final     |
| Idrottare     | Gren           | Resultat    | Placering   | Resultat  | Placering | Resultat | Placering |
| ------------- | -------------- | ----------- | ----------- | --------- | --------- | -------- | --------- |
| Rasmus Mägi   | 400 meter häck | 48,58       | 2 Q         | 48,30     | 2 Q       | 48,33    | 7         |
| Tiidrek Nurme | Maraton        | —           | —           | —         | —         | 2:15.42  | 31        |

Mångkamp – Tiokamp
| Idrottare     | Gren     | 100 m      | Längd     | Kula       | Höjd      | 400 m      | 110 m häck | Diskus     | Stav      | Spjut      | 1 500 m      | Totalt | Placering |
| ------------- | -------- | ---------- | --------- | ---------- | --------- | ---------- | ---------- | ---------- | --------- | ---------- | ------------ | ------ | --------- |
| Johannes Erm  | Resultat | 10,69 0PB0 | 7,72 0SB0 | 15,38 0PB0 | 1,93      | 47,05      | 14,90 0SB0 | 45,09      | 4,90      | 60,56 0PB0 | 4.22,19 0PB0 | 8 484  | 9         |
| Johannes Erm  | Poäng    | 931        | 990       | 813        | 740       | 956        | 862        | 769        | 880       | 746        | 797          | 8 484  | 9         |
| Janek Õiglane | Resultat | 10,94 0SB0 | 7,47 0PB0 | 15,08 0SB0 | 2,02 0SB0 | 48,41 0PB0 | 14,51      | 40,85 0SB0 | 5,10 0SB0 | 70,45 0SB0 | 4.23,43 0PB0 | 8 524  | 6         |
| Janek Õiglane | Poäng    | 874        | 927       | 795        | 822       | 889        | 910        | 682        | 941       | 896        | 788          | 8 524  | 6         |
| Karel Tilga   | Resultat | 10,84 0PB0 | 7,58      | 15,75      | 2,05      | 48,58      | 14,68      | 50,57      | 4,80 0SB0 | 66,42 0SB0 | 4.20,73 0PB0 | 8 681  | 4         |
| Karel Tilga   | Poäng    | 897        | 955       | 836        | 850       | 881        | 889        | 882        | 849       | 835        | 807          | 8 681  | 4         |

### Damer
Teknikgrenar
| Idrottare        | Gren          | Kval    | Kval      | Final            | Final            |
| Idrottare        | Gren          | Distans | Placering | Distans          | Placering        |
| ---------------- | ------------- | ------- | --------- | ---------------- | ---------------- |
| Elisabeth Pihela | Höjdhopp      | 1,89    | 16        | Gick inte vidare | Gick inte vidare |
| Gedly Tugi       | Spjutkastning | NM      | NM        | Gick inte vidare | Gick inte vidare |